# Euphranta chrysopila
Euphranta chrysopila är en tvåvingeart som beskrevs av Friedrich Georg Hendel 1913. Euphranta chrysopila ingår i släktet Euphranta och familjen borrflugor.
Artens utbredningsområde är Taiwan. Inga underarter finns listade i Catalogue of Life.